# 本泉 (青森市)
本泉（もといずみ）は、青森県青森市にある地名。本泉一丁目と本泉二丁目が設置されている。郵便番号は030-0937。

## 地理
青森市の東部に位置する。地域はほとんどが住宅地として利用されている。
北西から北は矢作、北から北東にかけて原別、北東から南にかけて大字矢田前、南はけやき、西は八重田に接する。西から順に一・二丁目がある。

### 河川
- 武兵衛川 - 八重田との間を流れる。

## 歴史

### 沿革
- 2002年（平成14年）11月5日 本泉一・二丁目が新設された。

### 地名の由来
大字矢田前の小字名に由来する。

### 町名の変遷
| 実施後     | 実施年月日    | 実施前（各町名ともその一部）       |
| ---------- | ------------- | ---------------------------------- |
| 本泉一丁目 | 2002年11月5日 | 八重田字矢作、矢田前字本泉の各一部 |
| 本泉二丁目 | 2002年11月5日 | 八重田字矢作、矢田前字本泉の各一部 |

## 世帯数と人口
2021年（令和3年）12月1日現在の世帯数と人口は以下の通りである。
| 町丁       | 世帯数  | 人口    |
| ---------- | ------- | ------- |
| 本泉一丁目 | 326世帯 | 648人   |
| 本泉二丁目 | 348世帯 | 753人   |
| 計         | 674世帯 | 1,401人 |

## 小・中学校の学区
市立小・中学校に通う場合、学区は以下の通りとなる。
| 大字           | 番地 | 小学校             | 中学校             |
| -------------- | ---- | ------------------ | ------------------ |
| 本泉一・二丁目 | 一部 | 青森市立造道小学校 | 青森市立造道中学校 |
| 本泉一・二丁目 | 一部 | 青森市立原別小学校 | 青森市立東中学校   |

## 交通

### 鉄道
- 青い森鉄道 - 矢田前駅

### バス
地内にバス停は存在しない。最寄りのバス停は、 青森市営バス東高校前、あるいは、青森県道259号久栗坂造道線沿いの矢作になる。

## 施設
- 本泉保育園
- 本泉町会館
- 原別配水所